# أحمد الحران
أحمد الحران، لاعب كرة قدم تونسي، من مواليد 9 يونيو 1985، يلعب الآن مع قوافل قفصة كلاعب وسط، شارك في كأس الأمير 52 مع نادي النصر.